# Осадочный цикл
Осадочный цикл (также седиментационный цикл, от англ. sedimentary cycle) — в геологии последовательность смены режима накопления осадков, которая повторяется в ходе геологического развития территории.
Длительность циклов варьируется от кратковременных, вызванных климатическими изменениями до длительных (180—240 млн лет), соответствующих альпийской, герцинской, каледонской складчатостям, а также более древним этапам развития геосинклиналей.
Часто выделяются осадочные циклы средней продолжительности (десятки и сотни тысяч лет), которые привели к образованию угленосных мезоциклов, а также циклов в отложениях на морском дне.